# Lodbjerg Fyr
Lodbjerg Fyr er et fyr ved Vesterhavet  i Lodbjerg Sogn i Thisted Kommune, tidligere Sydthy Kommune. Fyrtårnet er 35 meter højt, og lyset er med bakke og tårn 48 meter over havet.
Det fredede fyr  er stadig i drift, og lyser med to hvide blink hvert 20. sekund. Det er  opført i 1883 af granitblokke fra Bohus i Sverige. Det ligger vest for Lodbjerg Klitplantage, og ud mod havet mod vest ligger den   særprægede kystklint, "Sorte næse", som er op til 10 meter høj og består af moræneler. Fyret ligger i Nationalpark Thy, og mod nord ligger de store klitheder der udgør Natura 2000-område nr. 43 Klitheder mellem Stenbjerg og Lodbjerg. Mod syd ligger søerne Flade- og Ørum Sø, og længere mod syd Agger Tange og Krik Vig. Det er muligt at komme op i tårnet i dagtimerne.